# Richard II (telefilme)
Richard II é um telefilme britânico de 2012 dirigido por Rupert Goold e escrito por Ben Power com base na peça de mesmo nome de William Shakespeare. É a primeira de quatro adaptações televisivas da série The Hollow Crown encomendada pela BBC Two.
A atuação de Ben Whishaw no papel-título lhe rendeu o BAFTA de Melhor Ator em Televisão.

## Elenco
- Ben Whishaw como Ricardo II de Inglaterra
- Rory Kinnear como Henrique IV de Inglaterra
- Patrick Stewart como João de Gante
- David Suchet como Edmundo de Langley
- David Morrissey como Henry Percy, Conde de Northumberland
- Tom Hughes como Eduardo de Norwich, 2.º Duque de Iorque
- James Purefoy como Thomas de Mowbray, 1º Duque de Norfolk
- Clémence Poésy como Rainha (uma combinação de Isabel de Valois e Ana da Boêmia)
- Lindsay Duncan como Joan Holland
- Ferdinand Kingsley como John Bussy
- Samuel Roukin como William Bagot
- Harry Hadden-Paton como Henry Green
- Tom Goodman-Hill como Sir Stephen Scroop
- Adrian Schiller como William Willoughby
- Peter de Jersey como William de Ros
- Finbar Lynch como Lord Marshall

## Produção

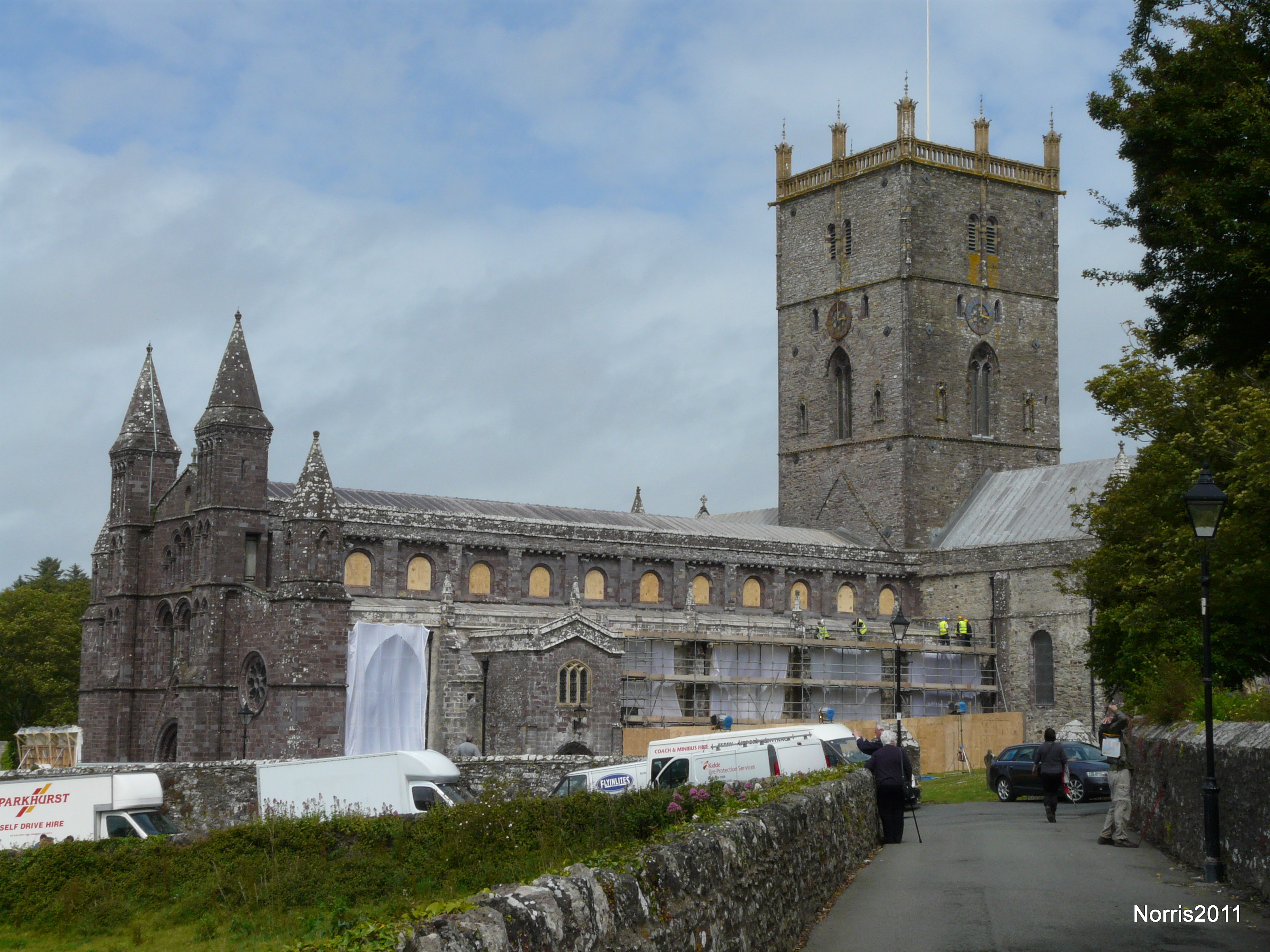
Catedral de St David durante as filmagens de Richard II em junho de 2011.

A BBC agendou a exibição da história de Shakespeare como parte da Olimpíada Cultural de 2012, uma celebração da cultura britânica que coincide com os Jogos Olímpicos de Verão de 2012. Sam Mendes atuou como produtor executivo para adaptar todas as quatro tetralogias de Shakespeare (Richard II, Henry IV Partes I e II e Henry V) em setembro de 2010. Ele se juntou como produtor executivo junto com Pippa Harris (ambos representando Neal Street Productions), Gareth Neame (NBCUniversal) e Ben Stephenson (BBC). 
Richard II  foi inteiramente gravado localmente, inclusive na Catedral de São David, no Castelo de Pembroke e na Packwood House. As filmagens foram concluídas em julho de 2011. Um dos personagens de Richard II, a Duquesa de Gloucester, está ausente nesta adaptação do filme.